# 남민정
남민정(南珉貞, 1997년 9월 8일~)은 대한민국의 치어리더이다.

## 경력
- 안양 KGC 인삼공사 응원단 치어리더
- 현대건설 힐스테이트 배구단 치어리더
- 경남 FC 응원단 치어리더
- 2020년~2022년: 삼성 라이온즈 응원단 치어리더
- 2023년~: 대전하나시티즌 응원단 치어리더
- 우리카드 우리WON 응원단 치어리더